# Lienz
Lienz que no s'ha de confondre amb la ciutat de Linz, és una ciutat d'Àustria, capital del districte de Lienz, conegut també com a Tirol oriental (en alemany: Osttirol). Està situada al peu de les Dolomites de Lienz i a la Vall Pusteria (en alemany Pustertal). Es troba a una altitud de 673 m i té 11.955 habitants (2011).

## Geografia
Lienz forma part de Pustertal on comença el riu Mühlbach i acaba el Tirol Oriental.

### Clima
A Lienz la pluviometria mitjana anual és de 915 litres, els mesos més secs són gener i febrer. La temperatura mitjana anual és baixa, degut a l'altitud de la ciutat, 7,0 °C, la mitjana de juliol és de 17,9 °C i la de gener de -4,5 °C fins al segle xvi hi ha registres que indiquen que encara es produïa vi al voltant d'aquesta ciutat.

## Història
Els primers assentament són de l'edat del bronze. Més tard vingueren els celtes i els romans (al voltant del segle ii aC), els romans fundaren a pocs quilòmetres de Lienz la ciutat d'Aguntum.
En els combats entre eslaus i bavaresos, la ciutat romana va ser destruïda per un incendi i després Lienz va passar a ser egida per Carlemany

## Monuments i llocs d'interès
- Església de Sant Antoni (Antoniuskirche): barroca del segle xvi, transformada en una església ortodoxa russa durant la Segona Guerra Mundial pels cosacs russos que hi arribaren Es troba a la Hauptplatz .
- Església de Sant Miquel amb les despulles de la família noble Von Graben

- Església de Sant Andreu amb l'òrgan més antic d'Àustria;

- Convent franciscà dedicat a Sant Miquel, abans pertanyia a l'Orde carmelità.[3]

- Castell Bruck, segle xiii, dels comtes de Gorizia amb pintures al fresc de Simon von Teisten. També hi ha una exposició dels ratpenats (quiròpters) que es troben prop del castel.[4]

- Parc Natural d'Assling